# کالج سلطنتی فوریت‌های پزشکی
کالج سلطنتی فوریت‌های پزشکی (انگلیسی: Royal College of Emergency Medicine) یک انجمن حرفه‌ای متعلق به پزشکان اورژانس در بریتانیا است که استانداردهای درمانی و اجرایی طب اورژانس در بریتانیا و ایرلند تدوین می‌نماید.